# مستوطنة جنوب شرق أوروبا الكلتية
بلغت الغزوات الغالية ذروتها في أوائل القرن الثالث قبل الميلاد، من قواعدهم الجديدة في شمال إيليريا وبانونيا، عند غزو اليونان. سبقت غزو اليونان عام 279 قبل الميلاد سلسلة من الحملات العسكرية الأخرى التي شنت في جنوب البلقان وضد مملكة مقدونيا، والتي دعمتها حالة الارتباك الناتجة عن التنازع على الخلافة بعد وفاة الإسكندر الأكبر. عبر جزء من الغزوات إلى الأناضول واستقر في النهاية في منطقة غلاطية التي سميت تيمنًا بهم.

## مستوطنة جنوب شرق أوروبا
توغلت المجموعات الكلتية، منذ القرن الرابع قبل الميلاد، في منطقة الكاربات وحوض الدانوب، بالتزامن مع تحركاتهم إلى إيطاليا. كان بويي وفولاكاي اتحادان كلتيان كبيران تعاونا عمومًا في حملاتهما. تحركت المجموعات المنشقة جنوبًا عبر طريقين رئيسيين: اتبع أحدهما نهر الدانوب واتجه الآخر شرقًا من إيطاليا. وفقًا للأسطورة، انتقل 300,000 كلتي إلى إيطاليا وإيليريا. وبحلول القرن الثالث، أصبح سكان بانونيا الأصليون كلتيين بالكامل تقريبًا.عُثر على بقايا من حضارة لاتين بكثرة في بانونيا ولكن كانت الموجودات غربًا خلف نهر تيسا وجنوبًا خلف سافا نادرة نوعًا ما. تعتبر هذه الاكتشافات إنتاجات محلية لنوريكان بانونيان، تختلف عن الحضارة الكلتية. ولكن، عثر على مظاهر تشير إلى اتصالات مستمرة مع المقاطعات البعيدة مثل إيبيريا. مكنت الأراضي الخصبة حول أنهار بانونيا الكلت من إثبات وجودهم بسهولة، وتطوير الزراعة والفخار، واستغلوا في نفس الوقت المناجم الغنية في بولندا المعاصرة. وهكذا، بدا أن الكلت أنشأوا لأنفسهم وطنًا جديدًا في الجزء الجنوبي من أوروبا الوسطى؛ في منطقة امتدت من بولندا إلى نهر الدانوب.

## الحملات المبكرة
كانت الحالة السياسية في شمال البلقان في تغير مستمر مع مختلف القبائل التي كانت مهيمنة على جيرانها في وقت معين. وفي داخل القبائل، قامت حملات عسكرية بواسطة «أفراد طبقة محاربة مقاديم ومتنقلين قادرين من وقت إلى آخر على غزو مناطق كبيرة واستغلال سكانها». وقد كان الوضع السياسي في البلقان خلال القرن الرابع قبل الميلاد لصالح الكلت. كان الإيليريون يشنون حربًا ضد اليونانيين، تاركين جناحهم الغربي ضعيفًا. في أثناء حكم الإسكندر لليونان، لم يتجرأ الكلت على التوغل باتجاه الجنوب بالقرب من اليونان. ولذلك، تركزت الحملات الكلتية المبكرة على القبائل الإيليرية.
كانت قبيلة أوتارياتي الإيليرية هي القبيلة البلقانية الأولى التي هزمها الكلتيون، وكانت قد هيمنت، خلال القرن الرابع قبل الميلاد، على جزء كبير من وسط البلقان، وتمركزت في وادي مورافا. كشف سرد عن تكتيكات الكلت في هجماتهم على أردياي.
أرسل الكلت ممثلين لتكريم الإسكندر الأكبر في عام 335 قبل الميلاد، بينما كانت مقدونيا تخوض حروبًا ضد التراقيين على حدودها الشمالية. يقترح بعض المؤرخين أن هذا العمل «الدبلوماسي» كان في الواقع تقييمًا للقوة العسكرية المقدونية. بعد وفاة الإسكندر الأكبر، بدأت الجيوش الكلتية بالهجوم على المناطق الجنوبية، مهددةً مملكة مقدونيا اليونانية وبقية اليونان. في عام 310 قبل الميلاد، هاجم الجنرال الكلتي موليستوموس في عمق الأراضي الإيليرية، محاولًا لإخضاع الدردانيين والبايونيين وتريبالي. ولكن هزم الدردانيين موليستوموس. شعر الملك المقدوني الجديد كاساندر بأنه مضطر لحماية بعض أعدائه الإيليريين القدامى رغم انتصار الإيليريين. في عام 298 قبل الميلاد، حاول الكلت شن هجومًا اختراق على تراقيا ومقدونيا، حيث تعرضوا لهزيمة ساحقة بالقرب من هيموس مونس (جبل البلقان) على يد كاساندر. ولكن، سارت مجموعة أخرى من الكلت بقيادة الجنرال كامباوليس نحو تراقيا، واستولت على مناطق واسعة. عاشت قبيلة سيردي الكلتية في تراقيا وأسست مدينة سيرديكا، صوفيا الحالية.